# Addio a Lugano
Addio a Lugano (italienisch für Abschied von Lugano), auch bekannt unter dem Titel Addio Lugano bella (Lebe wohl, schönes Lugano) ist ein der anarchistischen Bewegung zuzurechnendes Protestlied, das der italienische Dichter, Journalist und Jurist Pietro Gori 1895 geschrieben hat und das nach der Melodie des toskanischen Volksliedes Addio Sanremo bella gespielt wird.

## Geschichte
Nachdem der französische Staatspräsident Marie François Sadi Carnot 1894 von dem italienischen Anarchisten Sante Geronimo Caserio ermordet worden war, flohen viele italienische Anarchisten aus Angst vor politischer Verfolgung in die Schweiz. Einer von ihnen war Pietro Gori, der später zusammen mit etwa 150 weiteren italienischen Exilanten in Lugano verhaftet wurde. Während seiner kurzen Haftzeit verfasste Gori das Lied der vertriebenen Anarchisten, das später den Titel Addio a Lugano erhielt. Nachdem Gori und die anderen Exilanten ausgewiesen und in Richtung Heimat gebracht wurden, soll Gori noch einmal mit Tränen in den Augen auf Lugano zurückgeblickt haben. Addio a Lugano wurde schon bald zu einem der meistgespielten politischen Lieder.

## Handlung
Das Lied beschreibt die Vertreibung der Anarchisten aus Lugano, die schuldlos davongejagt werden (Addio, Lugano bella, o dolce terra pia, scacciati senza colpa). Sie sind aber nicht niedergeschlagen, sondern verlassen die Stadt singend und mit Hoffnung im Herzen (Gli anarchici van via e partono cantando, colla speranza in cor).
Das Lied beschreibt aber nicht nur das Leid der ausgewiesenen Anarchisten, sondern ist allen Ausgebeuteten und Arbeitern gewidmet, die wie Kriminelle mit Handschellen gefesselt sind (Ed è per voi sfruttati, per voi lavoratori, che siamo ammanettati al par dei malfattori), obwohl ihre eigentliche Triebfeder doch nur die Nächstenliebe ist: Eppur la nostra idea è solo idea d’amor.
Obwohl sie unbarmherzig vertrieben werden, nehmen sie sich vor, durch die Welt zu ziehen, um den Frieden zu predigen und den Krieg zu geißeln (Scacciati senza tregua, andrem di terra in terra a predicar la pace ed a bandir la guerra). Sie wollen den Unterdrückten den Frieden bringen und den Krieg gegen die Unterdrücker führen (La pace tra gli oppressi, la guerra agli oppressor).

## Versionen
Das Lied wurde von einer Reihe von Künstlern aufgenommen, zu denen unter anderem Milva und Maria Carta gehören.